# پارلمان اروپا
پارلمان اروپا (به فرانسوی: Parlement européen) نهاد قانون‌گذاری در اتحادیه اروپا است. پارلمان اروپا به‌طور مشترک با شورای اتحادیه اروپا به قانون‌گذاری و اتخاذ تصمیمات در اتحادیهٔ اروپا می‌پردازد.
به‌علت آنکه نمایندگان آن به‌طور مستقیم از سوی شهروندان اروپایی برگزیده می‌شود، سَمبُل دموکراسی در اتحادیه اروپا به‌شمار می‌آید. پارلمان اروپا دومین دموکراسی دنیا (پس از پارلمان هند) و بزرگ‌ترین دموکراسی فراملّی در جهان را نمایندگی می‌کند (۳۷۵ میلیون رأی‌دهندهٔ واجد شرایط در سال ۲۰۰۹).
پارلمان اروپا بر کمیسیون اروپا نظارت می‌کند تا جایی که رئیس و اعضای کمیسیون موظف به اخذ رأی اعتماد از پارلمان هستند و پارلمان می‌تواند آنان را به‌صورت دسته‌جمعی استیضاح کند. پارلمان به همراه شورای اتحادیهٔ اروپایی مسئولیت تصمیم‌گیری دربارهٔ بودجهٔ اتحادیه و نظارت بر مصرف آن را دارد. اعضای پارلمان هر پنج سال یک بار توسط آرای عمومی انتخاب می‌شوند. این پارلمان دارای ۷۵۱ کرسی بود که پس از خروج بریتانیا از اتحادیهٔ اروپا به ۷۰۵ کرسی تقلیل یافت.
دهمین دورهٔ این پارلمان از ژوئیهٔ ۲۰۲۴ آغاز به کار کرده و تا ژوئیهٔ ۲۰۲۹ ادامه خواهد داشت. در این دوره ۷۰۵ کرسی این پارلمان، بین ۲۷ کشور عضو تقسیم شده است.

## پارلمان هفتم اروپا (۲۰۰۹–۲۰۱۴)
پارلمان اروپا تنها نهاد اتحادیه است که اعضای آن با رأی مستقیم مردم انتخاب می‌شوند. هفتمین دور این پارلمان در سال ۲۰۰۹ آغاز شد و تا سال ۲۰۱۴ ادامه داشت. در هفتمین دور، ۷۳۶ نفر نمایندگی ۴۹۲ میلیون نفر از ۲۷ دولت عضو را بر عهده داشتند.
شناسایی نیروهای مؤثر در این پارلمان به عنوان نمایندهٔ تفکرات سیاسی مردم دولت‌های عضو اتحادیه اروپا حائز اهمیت است. این نیروها را می‌توان در گروه‌های سیاسی فعال در پارلمان اروپا شناسایی کرد. اکثر اعضای پارلمان اروپا در گروه‌های سیاسی تقسیم‌بندی شده‌اند و تعداد معدودی از نمایندگان خارج از این گروه‌بندی‌های سیاسی قرار می‌گیرند. در این دوره گروه‌های سیاسی پارلمان اروپا عبارت بودند از: گروه حزب مردم اروپا (دموکرات‌های مسیحی) و دموکرات‌های اروپا، گروه سوسیالیست در پارلمان اروپا، گروه ائتلاف لیبرالها و دموکرات‌ها برای اروپا، گروه اتحادیهٔ اروپای ملل، گروه سبزها / ائتلاف آزاد اروپایی، گروه هم‌پیمان چپ متحد اروپا – چپ سبز نوردیک، و گروه دموکراسی / مستقل. در این مقاله به معرفی هر یک از این گروه‌های سیاسی می‌پردازیم.

## ۱- حزب مردم اروپا
در سیاست اروپا، جایگاه راست میانه معمولاً متعلق به دموکرات مسیحی‌ها یا محافظه‌کاران است. گروه حزب مردم اروپا زیر سلطهٔ احزاب دموکرات مسیحی است و خواهان هم‌گرایی نزدیک‌تر اقتصادی در اروپا و نیز سیاست‌های مهاجرتی، خارجی و دفاعی مشترک است. برنامه‌های این حزب مبتنی بر حمایت از ارزش‌های خانواده، اصلاح بودجهٔ اتحادیه، و مشارکت پایدار فراآتلانتیک است. بیانیهٔ این گروه سیاسی برای انتخابات ۲۰۰۹ پارلمان اروپا متضمن ایجاد فرصت‌های شغلی جدید، دوری از حمایت‌گرایی و ضرورت هماهنگی سیاست‌های پولی و مالیاتی، افزایش شفافیت و نظارت بر بازارهای مالی، تأکید بر فناوری‌های سبز در بازار اروپا، افزایش سهم انرژی‌های تجدیدپذیر، بهبود شرایط کاری برای شاغلین صاحب فرزند، و جذب کارگران ماهر از بقیه کشورهای دنیا در جهت رقابت‌پذیری و پویایی بیشتر اقتصاد دنیا بود.
این گروه از سال ۱۹۹۹ بزرگ‌ترین گروه سیاسی پارلمان اروپا بوده است. این گروه در پارلمان هفتم اروپا ۲۶۴ عضو دارد. بزرگ‌ترین هیئت‌های ملی در این گروه از کشورهای آلمان (۴۲ عضو از احزاب دموکرات مسیحی و سوسیال مسیحی)، ایتالیا (۳۵ عضو از حزب مردم آزادی)، فرانسه (۲۹ عضو از اتحادیه جنبش مردمی) و لهستان (۲۸ عضو از جبههٔ مدنی) هستند. بریتانیا تنها عضو اتحادیه است که هیچ نماینده‌ای در این گروه سیاسی ندارد.
حزب مردم اروپا در حال حاضر از جایگاه قدرتمندی در نهادهای اتحادیه و بسیاری از دولت‌های عضو اتحادیه برخوردار است. رئیس فعلی کمیسیون اروپا (خوزه مانوئل باروسو) و رئیس فعلی پارلمان اروپا (یرژی بوزک) به این گروه سیاسی وابستگی دارند. در سال ۲۰۰۹، سیزده رئیس دولت عضو اتحادیه مشتمل بر روسای دولت‌های هلند، ایتالیا، رومانی، لتونی، مالت، لوکزامبورگ، یونان، لیتوانی، آلمان، سوئد، فرانسه، لهستان، و بلژیک وابسته به احزاب عضو این گروه سیاسی اروپایی هستند. چنین پست‌هایی نشان از قدرت حزب مردم اروپا در صحنهٔ سیاسی اتحادیهٔ اروپا دارد.

## ۲- ائتلاف مترقی سوسیالیست‌ها و دموکرات‌ها
در اروپای غربی، احزاب سوسیالیست یا سوسیال دموکرات از زمان همکاری‌های مدرن اروپایی در جایگاه چپ میانه قرار داشته‌اند. این گروه از ۲۳ ژوئن ۱۹۵۳ در مجمع مشترک جامعه زغال‌سنگ و فولاد اروپا ایجاد شد و سپس فعالیت‌های خود را در پارلمان اروپا تداوم داد.
این گروه بر اساس ایدئولوژی سوسیال دموکراسی عمل می‌کند و هدف آن ایجاد یک اروپای اجتماعی جدید است. سوسیالیست‌ها اولویت‌های خود را در تضمین اشتغال و استانداردهای زندگی علیه رکود، مقابله با تغییر آب‌وهوا، ارتقای عدالت اجتماعی و امنیت معرفی می‌کنند. بسیاری از اعضای این گروه، محافظه‌کاران اروپا را به دلیل تأکید زیاد بر بازار آزاد، متهم به توزیع رکود می‌نمایند.
این گروه در حال حاضر با داشتن ۱۸۴ عضو، دومین گروه بزرگ پارلمان اروپا و تنها گروهی است که از تمامی دولت‌های عضو در پارلمان اروپا نمایندگی دارد. عناصر اصلی این گروه در این دوره پارلمانی مشتمل بر ۲۳ عضو حزب سوسیال دموکرات آلمان، ۲۱ عضو حزب سوسیالیست کارگران اسپانیا، و ۲۱ عضو حزب دموکراتیک ایتالیا هستند. این گروه ۱۴ عضو از حزب سوسیالیست فرانسه و ۱۳ عضو حزب کارگر بریتانیا را نیز در بر می‌گیرد.

## ۳- ائتلاف لیبرال‌ها و دموکرات‌ها
این گروه تا حد زیادی مبتنی بر لیبرالیسم است. ائتلاف لیبرالها و دموکراتها علاقه‌مند به تعمیق و گسترش بیشتر اتحادیه اروپا است و خواهان یافتن پاسخ‌های فراملی به چالش‌های پان‌اروپایی است. آن‌ها از کارکرد بهتر بازار واحد اروپا از طریق آزادی حرکت کارگران و رقابت بیشتر حمایت می‌کنند و دفاع از آزادی‌های بشری را در صدر اولویت‌های خود قرار می‌دهند.
این گروه مهم‌ترین برنامه‌های سیاسی خود را در ۱۰ مورد زیر معرفی نموده است:
-ارتقای صلح از طریق احترام به تنوع هویت‌های فرهنگی، زبانی و محلی و بازبودن اتحادیه به سوی همه دولت‌های اروپایی که با معیارهای عضویت تطابق داشته باشند؛ تبدیل کردن اتحادیه اروپا به یک بازیگر جهانی از طریق کم کردن شکاف جنبه‌های سیاسی و اقتصادی آن؛ گشایش، دموکراتیزاسیون و تقویت پاسخ‌گویی نهادهای اتحادیه اروپا؛ تضمین حقوق بنیادین همه شهروندان اروپا و حذف همه اشکال تبعیض؛ ارتقای آموزش در همه سطوح؛ تقویت حکومت اقتصادی اتحادیه اروپا؛ تضمین ارزش پول برای مالیات‌دهندگان، ریشه‌کنی تقلب، مقابله با بوروکراسی غیرضروری، و شفافیت و انصاف بیشتر نظام منابع؛ تبدیل کردن اروپا به رهبر جهانی حمایت از محیط زیست؛ افزایش کارایی‌های جهانی شدن؛ و
-تضمین شناسایی کامل و تقویت نقش مناطق اروپا.
این گروه با ۸۴ عضو، عنوان سوم را در میان گروه‌های سیاسی پارلمان هفتم اروپا در اختیار دارد. حزب‌های ملی مهم در این گروه از حزب دموکرات آزاد آلمان (با ۱۲ عضو)، حزب لیبرال دموکرات بریتانیا (با ۲۱ عضو) و حزب ایتالیای ارزش‌ها (با ۷ عضو) هستند.

## ۴- ائتلاف آزاد اروپا – سبزها
این گروه متشکل از احزاب سبز از یک سو و منطقه‌گرایان و نمایندگان ملت‌های بدون دولت از اسکاتلند، ولز و کاتالونیا از سوی دیگر است. آن‌ها به دنبال حمایت بهتر از محیط زیست، تمرکز زدایی از دموکراسی، و برابری جنسیتی در محل کار هستند. ائتلاف آزاد اروپا – سبزها اغلب مواضع فدرالیستی اتخاذ می‌کند، هر چند که سبزهای بریتانیا و سوئد در مورد هم‌گرایی اروپا، دیدگاه متفاوتی نسبت به همکارانشان دارند.
در تبلیغات انتخابات ۲۰۰۹ پارلمان اروپا اولویت‌های کاری این گروه در موارد ذیل معرفی شدند:
-اصلاحات اقتصادی و اجتماعی برای توسعه پایدار بشریت و جهان طبیعی؛ روند دموکراتیکی که مسایل تجاری، امنیتی، اقتصادی و اجتماعی را به حقوق زیست‌محیطی، فرهنگی و دموکراتیک پیوند دهد؛ استانداردهای بالای زیست‌محیطی، اجتماعی و دموکراتیک برای تضمین کیفیت زندگی؛ هم‌بستگی و حقوق تضمین‌شده بشری و شهروندی برای هر نفر مشتمل بر افرادی که از کشورهای غیرعضو اتحادیه اروپا آمده‌اند؛ طراحی سیاست خارجی در جهت حل مشکلات از طریق مسالمت‌آمیز؛ اصلاح ساختارها برای مشارکت دموکراتیک در تصمیم‌گیری سیاسی؛ تضمین فرصت‌ها و حقوق برابر، در عین تنوع زبانی و فرهنگی؛ سیاست اشتغال و توزیع مجدد کار با توجه ویژه به مسائل جنسیتی؛ مشارکت شخصیت‌های منتخب و صاحب قدرت در تصمیمات مرتبط شورای وزیران؛ و
-توسعه بند ۲ ماده ۲۹۹ معاهده آمستردام برای تمهید جایگاه ویژه دایمی مناطق دوردست شامل جزایر قناری، آزورس، مادیرا و مناطق فرانسوی.
ائتلاف آزاد اروپا – سبزها هدف خود را ساختن جامعه‌ای می‌داند که در آن به ارزش‌های بنیادین حقوق بشری و عدالت زیست‌محیطی احترام گذاشته شود و آزادی دنیای کار افزایش یابد. این گروه خواهان تعمیق دموکراسی از طریق تمرکززدایی، مشارکت مستقیم مردم در تصمیم‌گیری‌های مهم و پاسخ‌گویی بیشتر نهادهای حکومتی و اتحادیه است. این گروه طرفدار شکل‌گیری اتحادیه اروپا بر اساس اصل هم‌تکمیلی مردم آزادی است که به هم‌بستگی باور دارند. طرفداران این گروه از تمرکز زیاد اتحادیه بر مفاهیم اقتصادی انتقاد می‌کنند و خواهان توجه بیشتر به ارزش‌های اجتماعی، فرهنگی و زیست‌محیطی هستند.
این گروه در این دوره متشکل از ۵۵ عضو است و چهارمین گروه سیاسی پارلمان اروپا است. بزرگ‌ترین هیئت‌های ملی در این گروه از کشورهای آلمان (۱۴ عضو از حزب سبز / اتحاد ۹۰)، فرانسه (۱۴ عضو از فهرست زیست‌محیطی اروپا و حزب ملت کورسیکا)، و بریتانیا (۷ عضو از حزب ملی اسکاتلند، حزب سبز و حزب ولزی پلید کیمرو) هستند.

## ۵- اصلاح‌طلبان و محافظه‌کاران اروپا
این گروه در سیاست اروپا، با رویکرد راست میانه معمولاً متشکل از دموکرات‌های مسیحی یا محافظه‌کاران است. اصلاح‌طلبان و محافظه‌کاران اروپا پس از گذشت تحولاتی که منجر به شکل‌گیری آن شد در اعلامیه تأسیسی خود که به عنوان اعلامیه پراگ شناخته شد، اصول زیر را مورد تأکید قرار داد:
رقابت و تجارت منصفانه و آزاد، آزادی و مسئولیت فردی و پاسخ‌گویی دموکراتیک بیشتر، تأمین انرژی پاک با تأکید بر امنیت انرژی، اهمیت خانواده به عنوان سنگ بستر جامعه، تمامیت حاکمیتی دولت ملی در جهت مخالف فدرالیسم اتحادیه اروپا و تأکید بر ماهیت تکمیلی کارکردهای اتحادیه، اصل برتر روابط امنیتی فراآتلانتیک در ناتوی تجدید حیات یافته و حمایت از دموکراسی‌های جوان در سرتاسر اروپا، مهاجرت کنترل شده مؤثر و پایان سوء استفاده از رویه‌های پناهندگی، خدمات عمومی مدرن و کارآمد و حساسیت نسبت به هر دو جامعه شهری و روستایی، پایان دادن به بوروکراسی زاید و افراطی و تعهد به شفافیت بیشتر و پیروی دقیق از اصول در نهادها و صندوق‌های اتحادیه اروپا، و احترام و رفتار مساوی با همه کشورهای جدید و قدیم یا بزرگ و کوچک اتحادیه اروپا.
این گروه با داشتن ۵۴ عضو، پنجمین گروه سیاسی پارلمان اروپا محسوب می‌شود. شکل‌گیری این گروه در پارلمان هفتم اروپا تا حد زیادی ناشی از تلاش‌های حزب محافظه‌کار بریتانیا بود که با داشتن ۲۵ نماینده، توانست ۱۵ عضو حزب قانون و عدالت لهستان و ۹ عضو حزب دموکراتیک مدنی جمهوری چک و تعداد دیگری از نمایندگان را با خود همراه نماید. این گروه یک بلوک ضد فدرالیستی در اتحادیه تلقی می‌شود.

## ۶- چپ متحد اروپا – چپ سبز نوردیک
این گروه پارلمانی تلفیقی از دو سازمان کوچک‌تر چپ متحد اروپا و چپ سبز نوردیک است. برخی از اعضای این گروه متعلق به احزاب کمونیست ملی هستند. برای بررسی دیدگاه‌های چپ اروپا می‌توانیم به خط مشی مشترکی که این حزب در ۲۹ نوامبر ۲۰۰۸ برای انتخابات پارلمان اروپا اتخاذ کرد، نگاهی بیفکنیم. این سند تحت عنوان «با هم برای تغییر در اروپا: اروپای قرن ۲۱ نیازمند صلح، دموکراسی، عدالت اجتماعی و هم‌بستگی» منتشر شد.
بر اساس این سند، چپ اروپا سیاست خود را بر توسعه اقتصادی و اجتماعی، و حمایت از محیط زیست می‌نهد. هدف این سیاست‌ها دفاع و توسعه دستاوردهای اجتماعی، ارزش‌های هم‌بستگی و همکاری، اشتغال کامل، و یک رابطه منطقی با طبیعت است. توجه به دموکراتیک کردن اتحادیه اروپا، حقوق کارگران و موضوع اشتغال، حمایت از حقوق اجتماعی و رفاهی در برابر خصوصی‌سازی، تقویت خدمات عمومی در مقابل اصل رقابت، توجه به جنبه‌های اجتماعی مسایل زیست‌محیطی، بازسازی دموکراتیک اروپا به خصوص از طریق تأکید بر منشور حقوق بنیادین اتحادیه اروپایی و منشور اروپایی حقوق بشر، طرفداری از گفتگوی بین‌فرهنگی و تأکید بر آزادسازی نامحدود خدمات فرهنگی، افزایش قدرت قانون‌گذاری پارلمان اروپا و مشارکت مستقیم مردم در روندهای تصمیم‌گیری اروپایی، و تأکید بر ضرورت سیاست‌گذاری پناهندگی و مهاجرت بر مبنای کنوانسیون وین از اصول اساسی مورد توجه چپ‌گرایان است.
این گروه با داشتن ۳۵ عضو، ششمین گروه سیاسی پارلمان اروپا محسوب می‌شود. ۸ عضو از حزب چپ آلمان، ۵ عضو از جبهه چپ فرانسه برای تغییر اروپا، و ۵ عضو از حزب کمونیست و بلوک چپ پرتقال، بزرگ‌ترین هیئت‌های ملی در این گروه محسوب می‌شوند.

## ۷- اروپای آزادی و دموکراسی
به دنبال اعلام نتایج انتخابات ۲۰۰۹ پارلمان اروپا، گروه دموکراسی / مستقل و گروه اتحادیه‌ای برای اروپای ملت‌ها به عنوان دو گروه سیاسی پارلمان ششم اروپا با توجه به تعداد کم کرسی‌هایی که به دست آورده بودند، با مشکل مواجه شدند. از این رو این دو گروه برای تأمین حداقل تعداد اعضای مورد نیاز برای تشکیل یک گروه سیاسی در پارلمان هفتم اروپا متحد شدند و گروه اروپای آزادی و دموکراسی را بنیان نهادند.
ایدئولوژی این گروه را می‌توان در عناصری چون بدبینی به اروپا، محافظه‌کاری ملی، محافظه‌کاری لیبرال، منطقه‌گرایی و عوام‌گرایی راست‌گرایانه معرفی نمود. این گروه که تحت عنوان بدبینان به اتحادیه هم معرفی می‌شوند، معتقدند که صلاحیت‌های اتحادیه اروپا باید کاهش یابد یا از گسترش بیشتر آن جلوگیری شود. برخی از اعضای این گروه از جمله حزب مستقل بریتانیا به خروج کامل کشورشان از اتحادیه اروپا باور دارند. از دیدگاه این گروه، ملت‌ها حق دارند از سنت‌ها و ارزش‌های خود حمایت کنند و از ابردولتی اروپا رهایی یابند.
این گروه در حال حاضر تنها ۳۲ کرسی از پارلمان اروپا را در اختیار دارد. در این جمع، حزب مستقل بریتانیا با داشتن ۱۳ عضو و لیگ شمالی ایتالیا با داشتن ۹ عضو، عوامل مؤثر هستند.

## ۸- غیروابسته‌ها
غیروابسته‌ها در پارلمان اروپا به نمایندگانی گفته می‌شود که عضو هیچ گروه سیاسی نیستند. این نمایندگان می‌توانند عضو یک حزب ملی یا حزب سیاسی اروپایی باشند اما از آنجا که تشکیل یک گروه سیاسی در پارلمان اروپا مستلزم عضویت حداقل ۲۵ نماینده از یک چهارم دولت‌های عضو است این نفرات نتوانسته یا نخواسته‌اند که در هیچ‌یک از گروه‌های سیاسی پارلمان هفتم اروپا عضو شوند. عدم عضویت در گروه‌های سیاسی به معنای عدم برخورداری از بودجه‌ها و امکاناتی است که برای این گروه‌ها در نظر گرفته می‌شوند. به علاوه چنین نمایندگانی از قدرت چندانی برای پبش‌بردن برنامه‌های خاص خود برخوردار نیستند.
در دوره هفتم پارلمان اروپا، ۲۷ نماینده غیروابسته تلقی می‌شوند. ۱۱ حزب ملی از کشورهای بریتانیا، اتریش، رومانی، بلغارستان، بلژیک، هلند، اسپانیا و فرانسه در گروه‌بندی‌های سیاسی پارلمان اروپا قرار نگرفته‌اند.

## هیئت رئیسه
پیشینه وجود هیئت رئیسه در پارلمان اروپا از پیمان لیسبون آغاز شد؛ زمانی که مقرر شد شورای اروپا که در آن سران اتحادیه هر سه ماه یک بار گرد هم می‌آیند، دارای یک رئیس تمام وقت شود. علت این تغییر ناکارآمدی سیستم فعلی اتحادیه و تغییر ۶ ماهه رئیس شورا بود. در سیستم اتحادیه معمولاً دولت‌های کوچک‌تر توان اداره مسائل کلان اتحادیه را ندارند و دولت‌های بزرگ‌تر نیز منافع و مصالح ملی خود را بر اتحادیه ترجیح می‌دادند. بر اساس سیستم جدید، رئیس شورای اروپا به مدت دو سال و نیم انتخاب می‌شود و قابلیت انتخاب مجدد را نیز دارد. بر اساس این تغییرات، رئیس موظف به پیگیری تصمیمات اتخاذ شده در جلسات شورا بوده و مدت زمان بیشتری برای این کار در اختیار دارد و تغییرات سریع مانع پیگیری تصمیمات نمی‌شود. بر اساس پیمان لیسبون رئیس شورا باید از طریق اجماع و بر اساس شهرت و مقبولیت تمام در اتحادیه انتخاب شود. از سوی دیگر رئیس جدید شورای اروپایی، ریاست شوراهای بخشی و تابعه را بر عهده نخواهد داشت و جلساتی که با حضور وزیران اتحادیه در امور مالی، حمل و نقل، کشاورزی و … تشکیل می‌شود به شکل دوره‌ای اداره خواهد شد.
۲۰۱۷ تاکنون: آنتونیو تایانی (Antonio tajani))
۲۰۱۴–۲۰۱۶: مارتین شوئلتز (Martin Schulz)
۲۰۱۲–۲۰۱۴: مارتین شوئلتز (Martin Schulz)
۲۰۰۹–۲۰۱۲: جرزی بوزک (Jerzy Buzek)
۲۰۰۷–۲۰۰۹: هانس گرت پوترینگ (Hans-Gert Pöttering)
۲۰۰۴–۲۰۰۷: جوزف بورل فونتلز (Josep Borrell Fontelles)
۲۰۰۲–۲۰۰۴: پت کاکس (Pat Cox)
۱۹۹۹–۲۰۰۲: نیکلا فونتین (Nicole Fontaine)
۱۹۹۷–۱۹۹۹: خوزه ماریا گلی روبلز (José Maria Gil-Robles)
۱۹۹۴–۱۹۹۷: کولاس هانش (Klaus Hänsch)
۱۹۹۲–۱۹۹۴: اگان کلپسش (Egon A. Klepsch)
۱۹۸۹–۱۹۹۲: انریکو برون کرسپ (Enrique Barõn Crespo)
۱۹۸۷–۱۹۸۹: لرد پلامپ (Lord Plumb)
۱۹۸۴–۱۹۸۷: پیر فلمین (Pierre Pflimlin)
۱۹۸۲–۱۹۸۴: پیت دانکر (Piet Dankert)
۱۹۷۹–۱۹۸۲: سیمون وی (Simone Veil)
۱۹۷۷–۱۹۷۹: امیلیو کلمبو (Emilio Colombo)
۱۹۷۵–۱۹۷۷: جرج اسپنال (Georges Spénale)
۱۹۷۳–۱۹۷۵: کرنیلز برخور (Cornelis Berkhouwer)
۱۹۷۱–۱۹۷۳: والتر بهرنت (Walter Behrendt)
۱۹۶۹–۱۹۷۱: ماریو اسلبا (Mario Scelba)
۱۹۶۶–۱۹۶۹: آلیان پوهر (Alain Poher)
۱۹۶۵–۱۹۶۶: ویکتور لیمنز (Victor Leemans)
۱۹۶۴–۱۹۶۵: جین دوویزارت (Jean Duvieusart)
۱۹۶۲–۱۹۶۴: گئتانو مارتینو (Gaetano Martino)
۱۹۶۰–۱۹۶۲: هانس فورلر (Hans Furler)
۱۹۵۸–۱۹۶۰: رابرت شومن (Robert Schuman)
۱۹۵۶–۱۹۵۸:هانس فورلر (Hans Furler)
۱۹۵۴–۱۹۵۶: گیئوسپ پلا (Giuseppe Pella)
۱۹۵۴: آلسید دو گسپری (Alcide de Gasperi)
۱۹۵۲–۱۹۵۴: پل هنری اسپاک (Paul Henri Spaak)